# OpenIndiana
OpenIndiana è un sistema operativo Unix gratuito e open source derivato da OpenSolaris e basato su illumos. È stato realizzato come fork di OpenSolaris dopo che Oracle Corporation ne ha interrotto lo sviluppo, al fine di proseguire la distribuzione del codice sorgente. Il progetto OpenIndiana è gestito dalla Fondazione illumos, che gestisce anche l'omonimo sistema operativo. Gli sviluppatori di OpenIndiana si sforzano di rendere la distribuzione OpenSolaris de facto per quei server di produzione che richiedono gratuitamente gestione della sicurezza e correzione di errori.

## Storia

### Origini
Project Indiana fu concepito originariamente da Sun Microsystems, per costruire una distribuzione binaria sulla base del codice sorgente di OpenSolaris.
OpenIndiana fu lanciato in conseguenza all'avvio delle trattative per l'acquisizione di Sun Microsystems da parte di Oracle, al fine di garantire continuità allo sviluppo di un sistema operativo basato su OpenSolaris, dato l'utilizzo diffuso. La mancanza di garanzie per la comunità di sviluppo di OpenSolaris portò alcuni sviluppatori a formare piani sperimentali per un fork del codice esistente.
Questi piani furono realizzati in seguito all'annuncio della sospensione del supporto al progetto OpenSolaris da parte di Oracle.

### Reazione iniziale

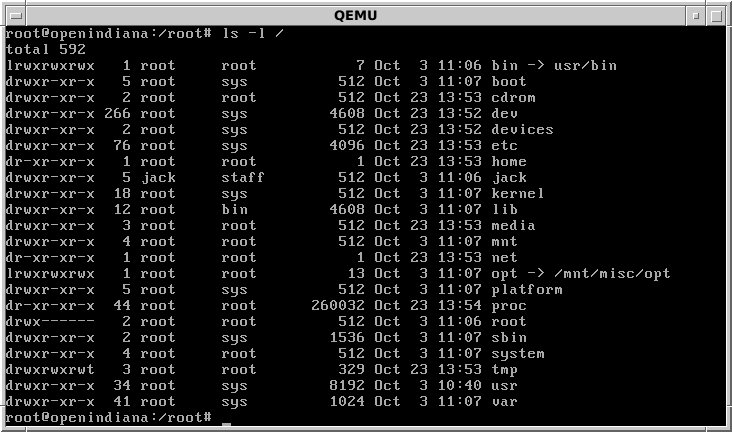
OpenIndiana in modalità console. Vista della directory principale

L'annuncio formale del progetto OpenIndiana venne fatto il 14 settembre 2010 presso il JISC Centre di Londra. Nel contempo venne rilasciata la prima versione del sistema operativo, per quanto non testata, con l'obiettivo di anticipare l'Oracle OpenWorld e battere nei tempi il rilascio di Solaris 11 Express.
L'annuncio di OpenIndiana ebbe riscontro prevalentemente positivo: l'annuncio online fu visualizzato da oltre 350 persone, l'immagine ISO fu scaricata oltre 2000 volte, l'account Twitter ottenne oltre 500 follower e numerosi importanti siti di stampa IT ne commentarono il rilascio. La larghezza di banda di trasmissione dell'annuncio fu sostanziale, prossima ai 350Mbit/s. Il server di depot del pacchetto di rete registrò un traffico interessato alla distribuzione 20 volte maggiore di quanto inizialmente previsto, con il conseguente provisioning di più thread.
Non tutte le segnalazioni furono positive e alcuni articoli online misero in dubbio la rilevanza di Solaris, data la penetrazione di Linux nel mercato. Un articolo fu critico nei confronti del lancio di OpenIndiana citando una mancanza di professionalità per quanto riguardò il rilascio di una build non testata e la mancanza di impegno in un programma di rilascio da parte del progetto. La versione iniziale di OpenIndiana fu pubblicizzata come sperimentale e direttamente basata sull'ultima build di sviluppo OpenSolaris, preliminare alla versione OpenSolaris 2010.

### Community building
Con la distribuzione binaria di OpenSolaris spostata su SolarisExpress e il feed in tempo reale degli aggiornamenti di OpenSolaris interrotto, le preoccupazioni abbondavano su cosa sarebbe successo a OpenIndiana se Oracle avesse deciso di interrompere l'invio del codice sorgente nella comunità. Il team OpenIndiana mitigò queste preoccupazioni annunciando l'intenzione di spostare il feed del codice sorgente nella Fondazione illumos.
Furono sollevate preoccupazioni sulla possibile interruzione dell'accesso gratuito al compilatore di proprietà di Oracle utilizzato per produrre OpenIndiana. In risposta, OpenIndiana venne modificato per poter essere compilato sulla open source GNU Compiler Collection.
L'HCL (Hardware Compatibility List) rimaneva in qualche modo informale, frammentato e non centralizzato e richiedeva molta ricerca da parte dell'utente finale per la selezione dell'hardware. La mancanza di un HCL centralizzato completo derivava dal fatto che OpenSolaris HCL era ospitato sull'infrastruttura del server Oracle e che il codice lato server per l'invio dell'utilità Device Driver non era disponibile.
Nell'agosto 2012, il capo fondatore del progetto Alasdair Lumsden si dimise dal progetto, citando ragioni personali e frustrazione per la mancanza di progressi nel progetto. Tra i motivi della mancanza di progressi c'erano la mancanza di sviluppatori e risorse. Riguardo alle sue dimissioni, Lumsden scrisse: "Per molti di noi questo è stato il primo progetto open source a cui abbiamo mai contribuito, me compreso. Il ruolo da svolgere era importante e non eravamo attrezzati per affrontarlo."
Fin dalle sue dimissioni, il progetto fu sviluppato da un team di volontari e fu uno sforzo condiviso dalla comunità in maniera trasversale e partecipativo.

### Ricezione dei media
Una recensione di DistroWatch del settembre 2013 dichiarò che il progetto OpenIndiana "sembra essere in costante declino da un paio d'anni". La stessa recensione concluse che OpenIndiana non era progredito significativamente dallo stato di OpenSolaris cinque anni prima: 
Un'ulteriore recensione del maggio 2015 concluse similmente che nel corso degli anni erano state fatte poche migliorie di rilievo al sistema. La recensione affermava che la selezione dei pacchetti e il supporto hardware sembravano essere in ritardo rispetto agli altri sistemi, mentre molte delle funzionalità di amministrazione del sistema erano state replicate o portate su Linux e BSD. La revisione concluse che: 
Le affermazioni sulla mancanza di supporto per i pacchetti potevano essere mitigate dal fatto che gli oltre 3500 pacchetti software forniti da OpenIndiana Hipster non fossero suddivisi in diversi pacchetti, il che avrebbe aumentato artificialmente il conteggio dei pacchetti (ad esempio come nelle distribuzioni Linux): l'Image Packaging System era basato su file che fornivano aggiornamenti incrementali e sfaccettature dei pacchetti, rendendo tale suddivisione un onere non necessario. Nel corso dei primi due anni della sua esistenza, il progetto Hipster ha migrato e aggiornato oltre 1500 pacchetti: mantiene una raccolta di pacchetti software selezionati facendo affidamento su repository di terze parti come SFE per i componenti aggiuntivi. Per una selezione estesa, il sistema pkgsrc supportato da Joyent fornisce prontamente oltre 20000 pacchetti per sistemi illumos.

## Relazione con altri sistemi operativi
OpenIndiana è un fork in senso tecnico ma è la continuazione di OpenSolaris nell'essenza. Il progetto intende fornire un sistema operativo della famiglia System V compatibile binariamente con i prodotti Oracle Solaris 11 e Solaris 11 Express. Tuttavia, anziché essere basato su OS/Net come OpenSolaris, OpenIndiana si basa su illumos. Il progetto utilizza lo stesso sistema di gestione dei pacchetti Image Packaging System (IPS) di OpenSolaris.
Mentre la base del codice di OpenIndiana era inizialmente basata sulla maggior parte del codice reso pubblicamente disponibile da Oracle, a partire dalla build di sviluppo oi_151a del settembre 2011 è basata su illumos. Il progetto si è effettivamente allontanato dagli strumenti di proprietà di Oracle come Sun Studio: tutte le build dal 2013, incluso il ramo Hipster attivo, utilizzano GNU Compiler Collection (GCC) come unico compilatore. Il progetto illumos stesso è realizzato con GCC a partire dal 15 giugno 2012.

## Programma di rilascio
|  | Build sperimentali |  | Build di sviluppo |  | Hipster/Gnome |  | Hipster/MATE |

### Build sperimentali
La prima versione sperimentale di OpenIndiana, Build 147, è stata rilasciata il 14 settembre 2010, mentre una seconda versione sperimentale, Build 148, è stata rilasciata il 17 dicembre 2010.
| Versione | Data              | Appunti |
| -------- | ----------------- | --- |
| oi_147   | 10 settembre 2010 | Release Notes OpenIndiana oi_147, su wiki.openindiana.org. URL consultato il 30 settembre 2019 (archiviato dall'url originale il 25 novembre 2010). |
| oi_148   | 17 dicembre 2010  | Release Notes OpenIndiana oi_148, su openindiana.org. URL consultato il 30 settembre 2019 (archiviato dall'url originale il 10 ottobre 2015).       |

### Build di sviluppo
Una prima versione di sviluppo, Build 151, è stata rilasciata il 14 settembre 2011. Questa era la prima versione basata su illumos. MartUX 151a0 stato rilasciato come prima build SPARC per OpenIndiana. La build 151a7 per architetture Intel/AMD è stata rilasciata il 6 ottobre 2012. La build 151a8 è stata rilasciata il 10 agosto 2013. OpenSXCE 2013.01 SPARC Build 151a, precedentemente MartUX, è stata rilasciata tramite OpenIndiana il 1º febbraio 2013 come seconda ed eventualmente ultima build OpenIndiana SPARC, con le versioni successive basate su DilOS.
| Versione | Data              | Appunti |
| -------- | ----------------- | --- |
| oi_151a0 | 19 settembre 2011 | Release Notes OpenIndiana oi_151a0, su wiki.openindiana.org. URL consultato il 30 settembre 2019 (archiviato dall'url originale il 21 giugno 2018).  |
| oi_151a1 | 26 gennaio 2012   | Release Notes OpenIndiana oi_151a1, su wiki.openindiana.org. URL consultato il 30 settembre 2019 (archiviato dall'url originale il 30 aprile 2018).  |
| oi_151a2 | 13 febbraio 2012  | Release Notes OpenIndiana oi_151a2, su wiki.openindiana.org. URL consultato il 30 settembre 2019 (archiviato dall'url originale il 30 aprile 2018).  |
| oi_151a3 | 12 aprile 2012    | Release Notes OpenIndiana oi_151a3, su wiki.openindiana.org. URL consultato il 30 settembre 2019 (archiviato dall'url originale il 1º maggio 2018).  |
| oi_151a4 | 4 maggio 2012     | Release Notes OpenIndiana oi_151a4, su wiki.openindiana.org. URL consultato il 30 settembre 2019 (archiviato dall'url originale il 30 aprile 2018).  |
| oi_151a5 | 2 luglio 2012     | Release Notes OpenIndiana oi_151a5, su wiki.openindiana.org. URL consultato il 30 settembre 2019 (archiviato dall'url originale il 7 novembre 2017). |
| oi_151a6 | 4 settembre 2012  | Release Notes OpenIndiana oi_151a6, su wiki.openindiana.org. URL consultato il 30 settembre 2019 (archiviato dall'url originale il 1º maggio 2018).  |
| oi_151a7 | 6 ottobre 2012    | Release Notes OpenIndiana oi_151a7, su wiki.openindiana.org. URL consultato il 30 settembre 2019 (archiviato dall'url originale il 30 aprile 2018).  |
| oi_151a8 | 10 agosto 2013    | Release Notes OpenIndiana oi_151a8, su wiki.openindiana.org. URL consultato il 30 settembre 2019 (archiviato dall'url originale il 30 aprile 2018).  |
| oi_151a9 | 18 gennaio 2014   | Release Notes OpenIndiana oi_151a9, su wiki.openindiana.org. URL consultato il 30 settembre 2019 (archiviato dall'url originale il 30 aprile 2018).  |

### Hipster
Poiché il modello di sviluppo ereditato dal progetto OpenSolaris non era adatto a un progetto della comunità, l'iniziativa Hipster è stata creata alla fine del 2013 per riavviare e modernizzare OpenIndiana. Il progetto Hipster è un ramo in rapido sviluppo di OpenIndiana basato su un modello a rolling release progressivo e uno schema di contributo orizzontale attraverso il sistema di build oi-userland e l'uso di una continuous integration.
Hipster è attivamente manutenuto: il repository riceve aggiornamenti software e correzioni di sicurezza e le immagini di installazione vengono pubblicate due volte l'anno. Ogni versione di snapshot viene annunciata tramite mailing list e Twitter. La prima versione di snapshot è stata consegnata il 14 febbraio 2014 e le snapshot successive si basavano su un ciclo di sviluppo di sei mesi.
Alcune caratteristiche importanti di Hipster:
- MATE come ambiente desktop predefinito (da Hipster 2016.10)
- Aggiornamento ai più recenti illumos KVM
- Aggiornamento dello stack grafico con il nuovo supporto Xorg e DRM
- Supporto per FUSE e NTFS-3G
- Supporto per software multimediale
- Supporto per repository SFE di terze parti che fornisce LibreOffice[46]
- Migrazione a GCC come compilatore predefinito
- Migrazione di software legacy nel sistema di build unificato oi-userland

L'elenco delle funzionalità viene aggiornato per ciascun ciclo di sviluppo nella pagina Roadmap del tracker dei problemi. 
| Versione | Data             | Appunti |
| -------- | ---------------- | --- |
| 2014.02  | 14 febbraio 2014 | Release Notes OpenIndiana Hipster 2014.02 , su wiki.openindiana.org.                                                                                         |
| 2014.07  | 1 luglio 2014    | Release Notes OpenIndiana Hipster 2014.07 , su wiki.openindiana.org.                                                                                         |
| 2014.10  | 12 ottobre 2014  | Release Notes OpenIndiana Hipster 2014.10 , su wiki.openindiana.org.                                                                                         |
| 2015.03  | 31 marzo 2015    | Release Notes OpenIndiana Hipster 2015.03, su wiki.openindiana.org. URL consultato il 30 settembre 2019 (archiviato dall'url originale il 2 aprile 2015).    |
| 2015.10  | 12 ottobre 2015  | Release Notes OpenIndiana Hipster 2015.10, su wiki.openindiana.org. URL consultato il 30 settembre 2019 (archiviato dall'url originale il 30 aprile 2018).   |
| 2016.04  | 21 aprile 2016   | Release Notes OpenIndiana Hipster 2016.04, su wiki.openindiana.org. URL consultato il 30 settembre 2019 (archiviato dall'url originale il 30 aprile 2018).   |
| 2016.10  | 2 novembre 2016  | Release Notes OpenIndiana Hipster 2016.10, su wiki.openindiana.org. URL consultato il 30 settembre 2019 (archiviato dall'url originale il 6 novembre 2016).  |
| 2017.04  | 2 maggio 2017    | Release Notes OpenIndiana Hipster 2017.04, su wiki.openindiana.org. URL consultato il 30 settembre 2019 (archiviato dall'url originale l'8 luglio 2017).     |
| 2017.10  | 31 ottobre 2017  | Release Notes OpenIndiana Hipster 2017.10, su wiki.openindiana.org. URL consultato il 30 settembre 2019 (archiviato dall'url originale il 7 novembre 2017).  |
| 2018.04  | 28 aprile 2018   | Release Notes OpenIndiana Hipster 2018.04, su wiki.openindiana.org. URL consultato il 30 settembre 2019 (archiviato dall'url originale il 14 novembre 2019). |
| 2018.10  | 23 ottobre 2018  | Release Notes OpenIndiana Hipster 2018.10, su wiki.openindiana.org. URL consultato il 30 settembre 2019 (archiviato dall'url originale il 9 novembre 2019).  |
| 2019.04  | 12 maggio 2019   | Release Notes OpenIndiana Hipster 2019.04, su wiki.openindiana.org. URL consultato il 30 settembre 2019 (archiviato dall'url originale il 13 maggio 2019).   |
| 2019.10  | 7 novembre 2019  | Release Notes OpenIndiana Hipster 2019.10, su docs.openindiana.org.                                                                                          |
| 2020.04  | 5 maggio 2020    | Release Notes OpenIndiana Hipster 2020.04, su docs.openindiana.org.                                                                                          |
| 2020.10  | 31 ottobre 2020  | Release Notes OpenIndiana Hipster 2020.10, su docs.openindiana.org.                                                                                          |
| 2021.04  | 1 maggio 2021    | "OpenIndiana Hipster 2021.04 è qui", su openindiana.org. URL consultato il 12 agosto 2021 (archiviato dall'url originale il 1º maggio 2021).                 |